# Temir Sariyev
Temir Sariyev (tiếng Kyrgyz: Темир Сариев, [temir sɑˈrijev]) (sinh năm 1963) là chính trị gia Kyrgyz, giữ chức Thủ tướng Kyrgyzstan từ năm 2015. Ông từng là ứng cử viên Tổng thống trong cuộc bầu cử Tổng thống diễn ra vào năm 2009, khi nhận được 157.005 (6.74%) số phiếu bầu.